# Chiesa dei Santi Cosma e Damiano (Heiligenbrunn)
La chiesa dei Santi Cosma e Damiano (in tedesco Pfarrkirche Hagensdorf), nota comunemente come Chiesa parrocchiale di Hagensdorf, è un luogo di culto cattolico situato a Hagensdorf im Burgenland, centro abitato del Burgenland, sito vicino al confine con l'Ungheria.
La chiesa, appartenente alla diocesi di Eisenstadt, è dedicata ai santi Cosma e Damiano e si trova sotto la tutela del Bundesdenkmalamt.

## Storia
Prima di diventare una parrocchia indipendente, probabilmente nel XIII secolo, il villaggio faceva parte della pieve carolingia di Prostrum (odierna Szentpéterfa), parte della parrocchia di Allerheilen an der Pinka (Pinkamindszent). Dal 1656 al 1788, a causa della carenza di sacerdoti, il parroco di Heiligenbrunn fu incaricato anche della gestione della parrocchia di Hagensdorf, determinando di fatto un'unione tra le due parrocchie. Nel 1788, i villaggi di Hagensdorf, Luising e Ungarisch-Bieling (oggi Magyarbüks) furono fusi in una cappellania locale indipendente e nel 1807 essa divenne una parrocchia indipendente. A partire dal 1973, le tre parrocchie furono sempre servite da un unico sacerdote residente a Deutsch-Bieling.

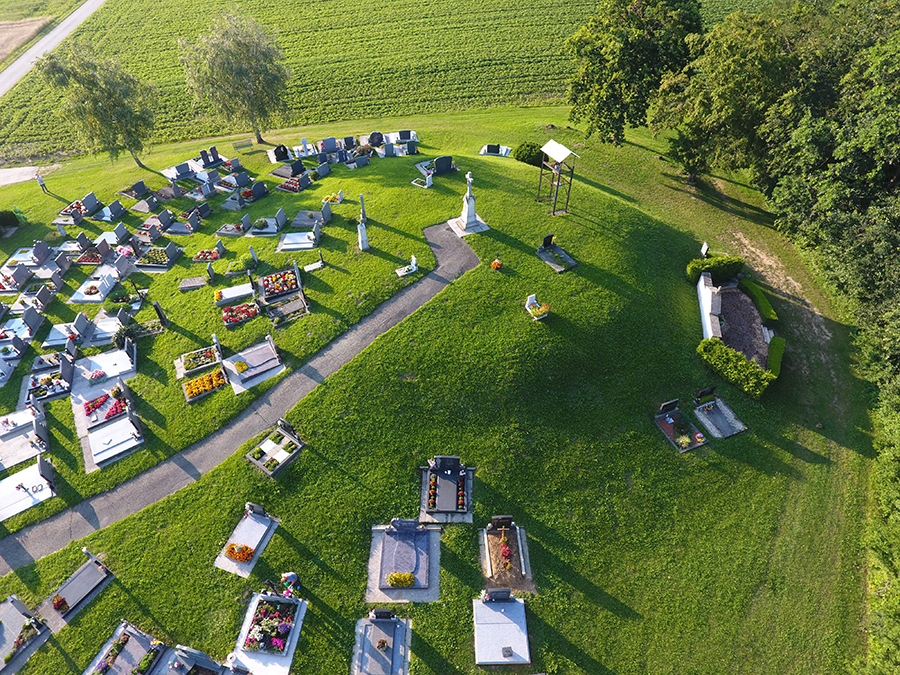
Collina del cimitero di Hagensdorf-Luising, luogo della prima chiesa

Nell'ambito di una donazione di territori al Monastero degli Eremitani Paolini di Kulm del 1482 da parte dei signori di Eberau, Stefan e Johann von Ellerbacher, fu documentata per la prima volta la presenza della chiesa; tuttavia, l'edificio menzionato non era quello attuale ma si trovava invece presso una collina artificiale situata 1,3 km più a Nord. Secondo un rapporto del 1697, la chiesa sulla collina aveva un soffitto piatto variopinto e un santuario a volta con un tabernacolo a muro. A causa della sua posizione fuori dal villaggio, la vecchia chiesa veniva utilizzata solo raramente e cadde in rovina nonostante una ristrutturazione nel 1732. Nel 1788 fu costruita la chiesa odierna utilizzando i materiali con cui era stata edificata la vecchia chiesa. Essa fu ampliata nel 1878 e nel 1869 fu dotata di un nuovo organo, che a sua volta fu equipaggiato con un nuovo meccanismo nel 1926. Nuovi lavori di restauro furono eseguiti nel 1948, 1953, 1982 e 1999.

## Descrizione
Progettata in stile neoclassico, la chiesa è affiancata a Nord da una torre a punta a tre piani. L'interno è a navata unica a due campate. Una sorta di arco trionfale a tutto sesto separa la navata dal coro, sopra il quale si trova una volta a crociera; la sagrestia si trova sul lato nord-ovest e l'abside è poligonale.

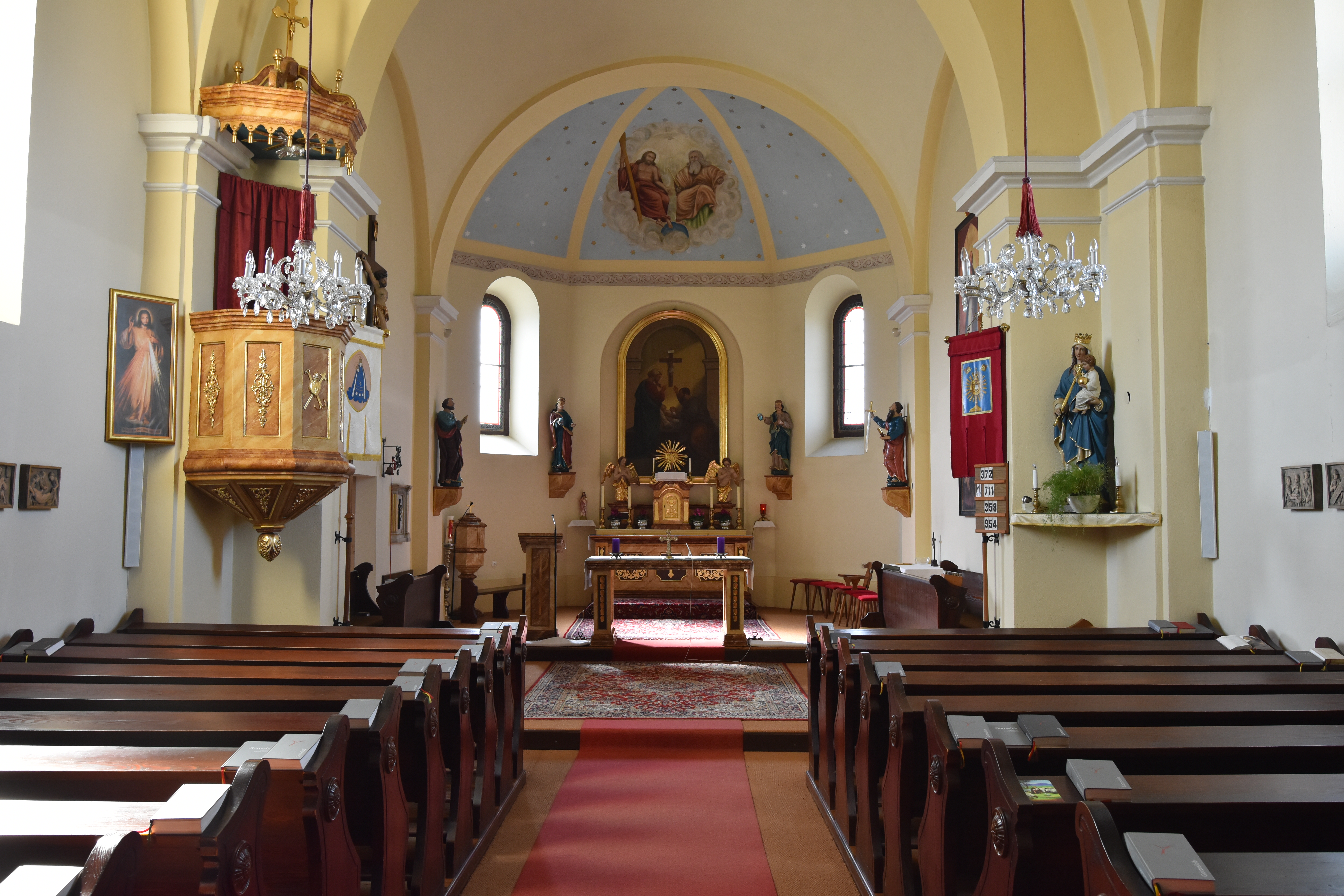
Vista attraverso la navata

La zona dell’altare è dominata da una struttura in legno con tabernacolo. I due santi Cosma e Damiano sono raffigurati in un dipinto circondato da figure in legno che si appoggiano su mensole. A destra dell'arco trionfale è presente una Madonna con Bambino, mentre su diverse mensole murali ci sono statue raffiguranti i santi Giuseppe, Florian, Antonio e Teresa.
Sopra la pala d'altare, sul soffitto, si trova un affresco della Santissima Trinità. Sulla sinistra della navata centrale, presso il coro, si trova un pulpito coronato da un paracielo. 
Nella galleria, sopra il coro, si può vedere l'organo a dieci registri e due manuali, che proviene dalla bottega di Ferdinand Pepper di Steinamanger.
Nella torre si trovano due campane di diverse dimensioni, che probabilmente furono fuse e consacrate a Graz nel 1821.

## Galleria d'immagini

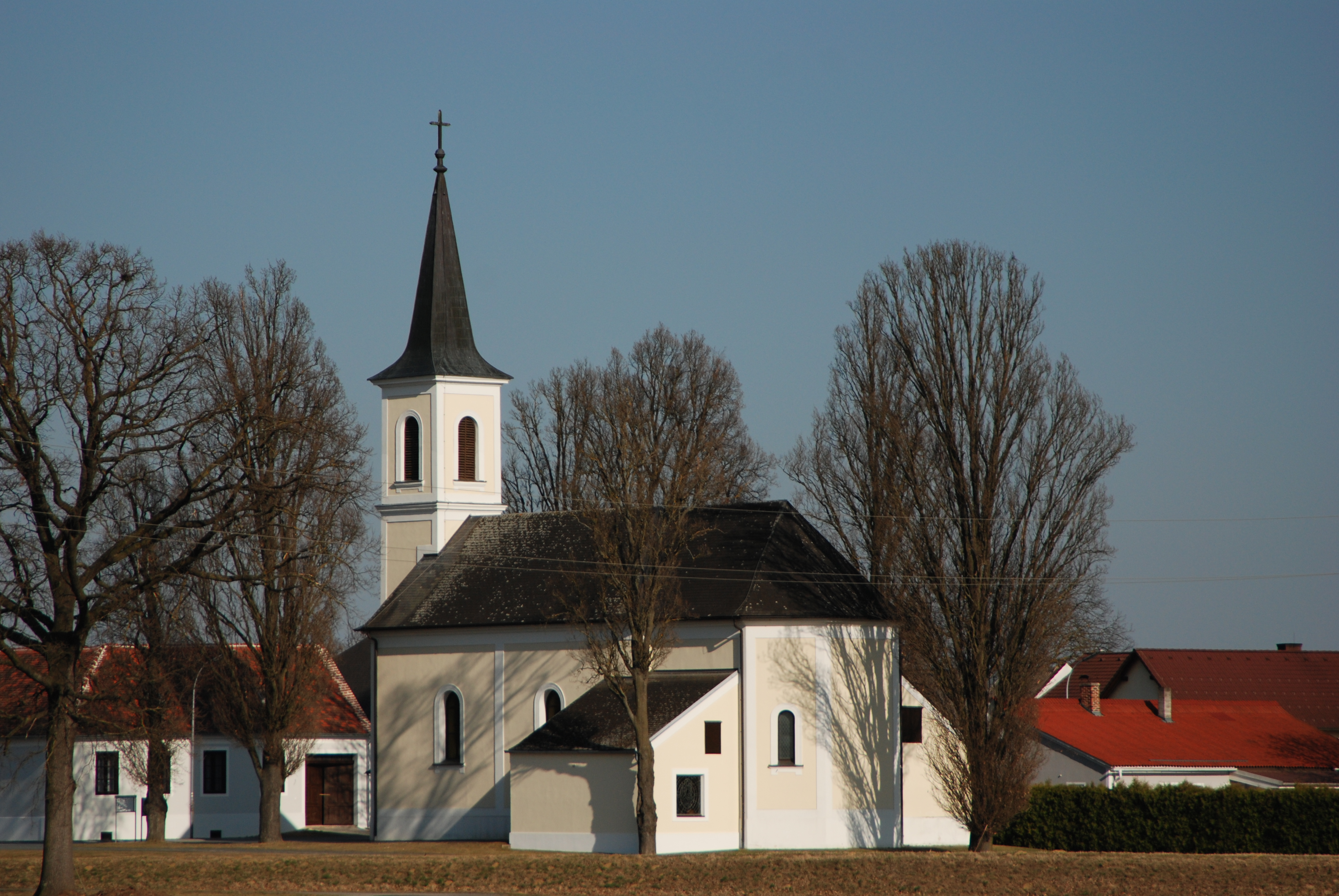
Veduta sud della chiesa
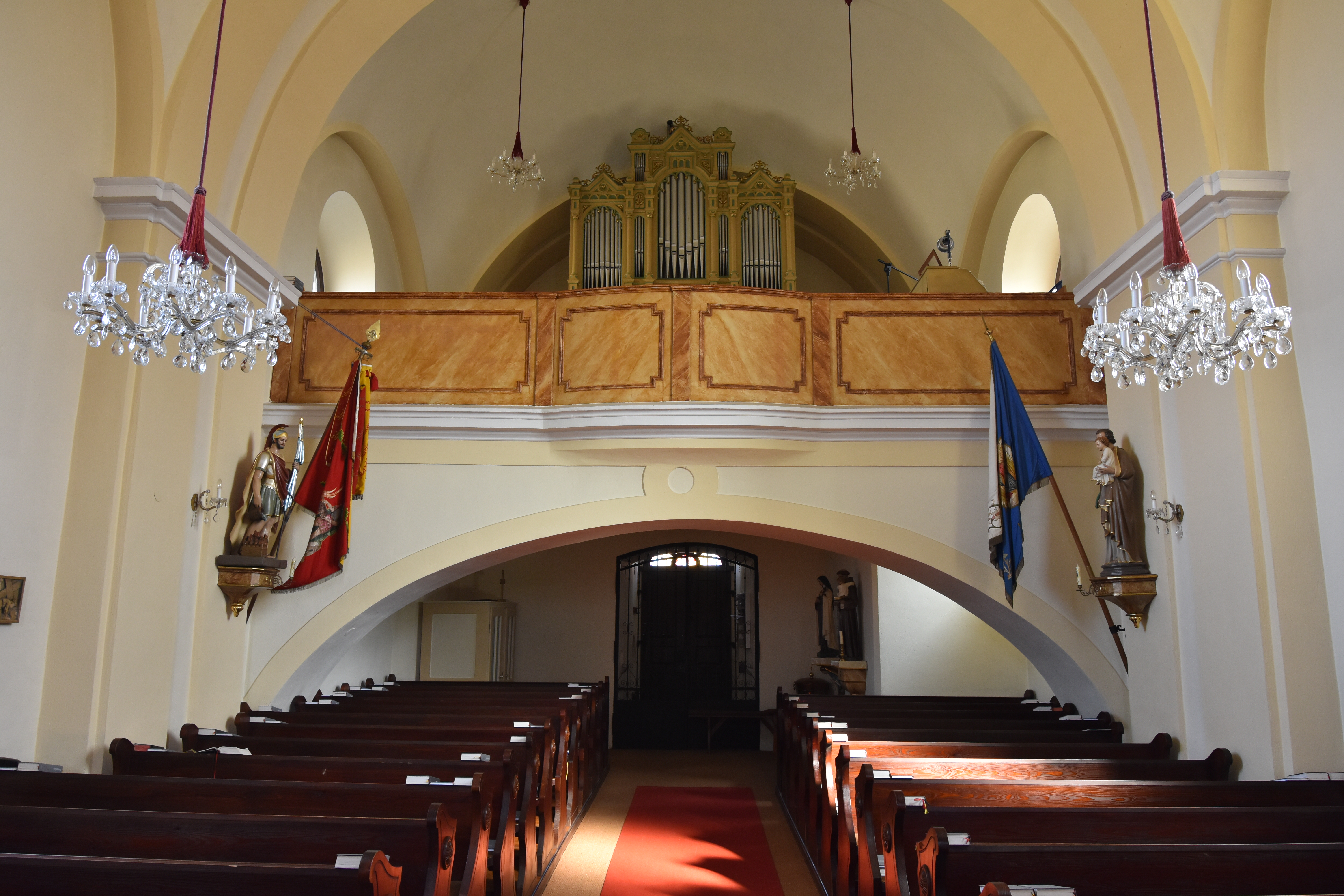
Galleria con organo
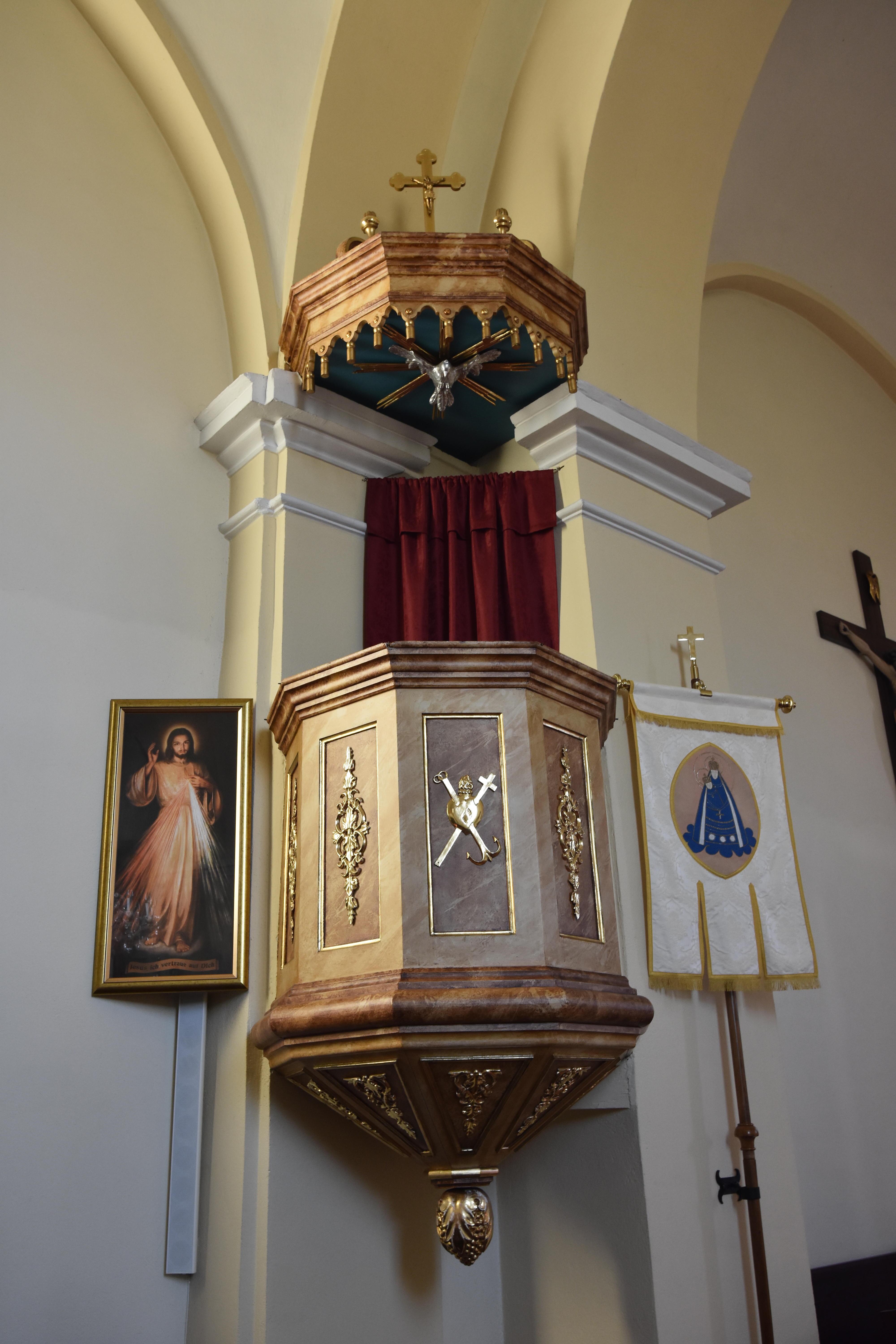
Pulpito con copertura insonorizzata
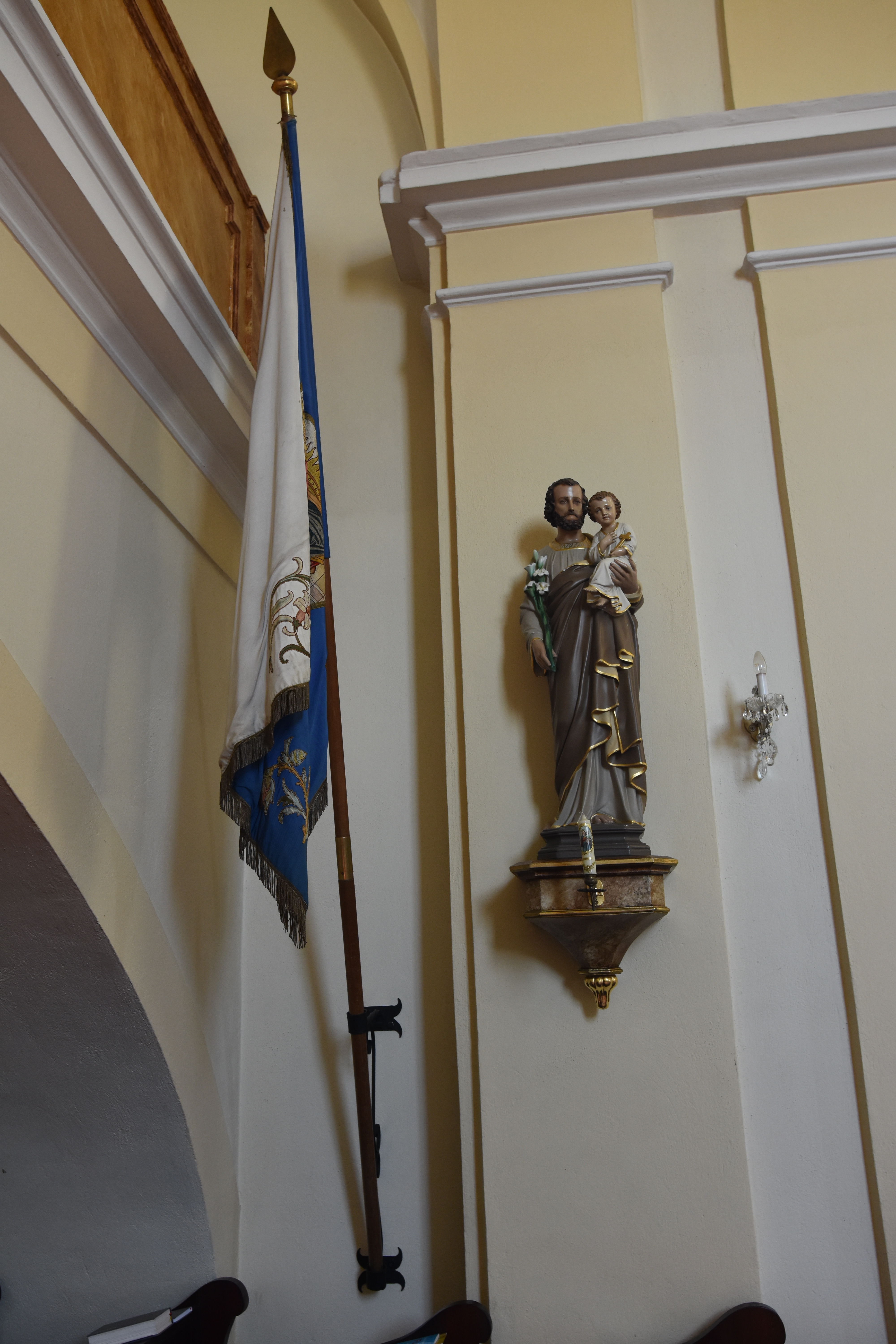
San Giuseppe col bambino
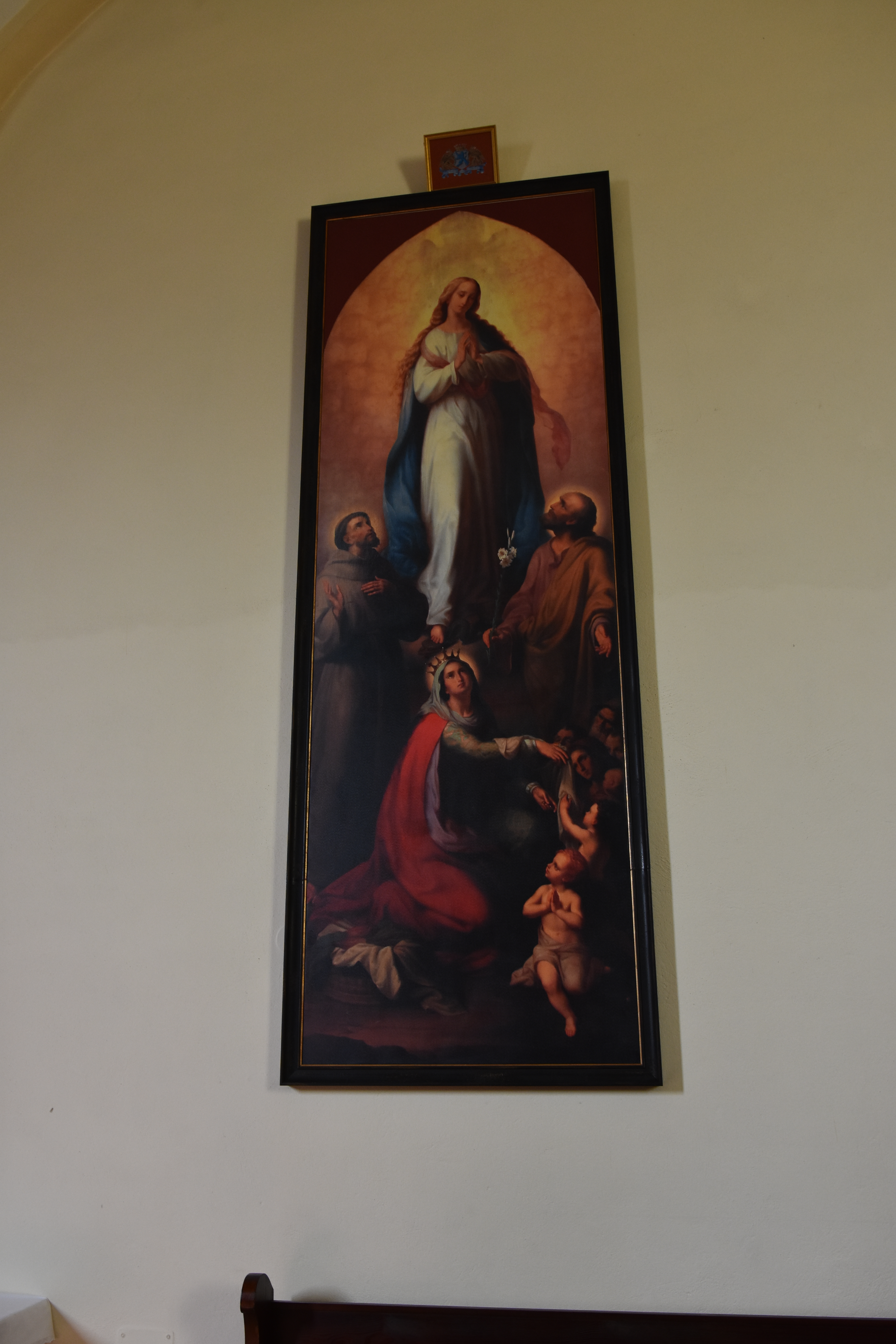
Ritratto di Santa Gisella